# Boletín del Museo Nacional de Historia Natural
Boletín del Museo Nacional de Historia Natural (abreviado Bol. Mus. Nac. Hist. Nat.) es una revista científica de acceso abierto, con ilustraciones y descripciones botánicas, entomológicas, zoológicas, paleontológicas y antropológicas que es publicada por el Museo Nacional de Historia Natural de Santiago de Chile. Creado en 1908 con el nombre de Boletín del Museo Nacional, cambió a su nombre actual a partir de su número 16, publicado en 1937.
El boletín fue fundado en 1908 por el naturalista Federico Philippi, quien fuera director del dicho Museo entre 1897 y 1910. Desde 2017 está indexado en Latindex.